# نهر كشفرود
كشف رود «نهر السلاحف»  يجري في وسط وادي كشفرود في خراسان الرضوية (محافظة)، ويتدفق هذا النهر في الجزء الشمالي من مشهد، وتقع مدن كلبهار ومقاطعة تشناران ضمن حوض هذا النهر أيضا، وينبع هذا النهر من جبال هزار مسجد كما تتدفق إليه أيضا مياه نهري كلمكان وفريزي اللذان ينبعان من جبال بينالود، وتم تسليم خطة تنظيم كشفرود إلى بلدية مشهد في السنوات الأخيرة  وتخطط بلدية مشهد لتحويلها إلى متنزه كبير باسم ”بوم“  ولقد تشكلت حضارة طوس التاريخية في الماضي على طول هذا النهر، وتم ذكر هذا النهر في ”الشاهنامه“ باسم كاسه رود.
على الرغم من تلوث المياه في نهر السلاحف «كشف رود» إلا أنه يستضيف كل عام مجموعة متنوعة من الطيور المحلية والمهاجرة وهو أحد أفضل الأماكن لمشاهدة الطيور في خراسان رضوي وإيران، أما تنوع طيوره فهو أمر مثير للإعجاب لدرجة أنه يتم تسجيل طيور نادرة وغير عادية وجديدة في حضرته كل عام.
أنواع من البط، ودجاجة الماء ذات ذيول حمراء، ودجاجة الماء العادية، والبلشون الرمادي، والواق الفلامينغو، وأنواع من البط مثل الحذف الشتوي، النحام، الشهرمان، بط غطاس كبير، البلبول الشائع، والبط السماري، والبجع، وانواع من طيور الغطاس المتوج، وأنواع عصافي سانان مثل درسة الر يف، زمير  وانواع العصافير مثل خاطف الذباب، الكرسوع، مرزة البطائح، والحمام الشرقي ذو العيون الصفراء، السقاوة، أبو المنجل الأسود، وروار.

## أصل التسمية
الكشف تعني سُّلَحْفَاةِ  وكشفرود تعني النهر المليء بالسلاحف، وفي الأزمنة القديمة كان هناك العديد من السلاحف الصغيرة والكبيرة في هذا النهر.

## الجيولوجيا (علم تشكل طبقات الأرض)
يبلغ طول نهر السلاحف 290 كم، وينبع هذا النهر من مستجمعات المياه الجنوبية هزارمسجد والمستجمعات الشمالية لبينالود، وبعد عبور مشهد عند جسر خاتون سرخس ينضم لنهر نهر هري ومن نقطة التلاقي تلك يكونا مسيرا مائيا جديدا باسم نهر تاجان متجها نحو تركمانستان منحدرا إلى صحراء قره قوم في تركمانستان. النهر جاف حاليًا بسبب الجفاف وانقطاع الصرف الصحي بسبب الحفر غير السليم للآبار وبناء السدود على روافده، ولا تتوفر فيه المياه إلا أثناء الفيضانات وتدفق النفايات السائلة في المناطق الحضرية على مدار العام. للسيطرة على الفيضانات الکشفرود على سد الشريجة بخزان حجمه 200 مليون متر مكعب في مدينة سرخس (إيران) يجري بناؤه على هذا النهر بهدف توفير المياه الزراعية. تعتبر سدود طورغ والكردة والأردق أكبر السدود على روافد نهر كشفرود.